# 카린 리마
카린 리마(Karine Lima, 1977년 9월 20일 ~ )는 프랑스의 배우, 가수, 저널리스트, 사회자이다.